# Labedera
Labedera is een geslacht van vlinders van de familie spinners (Lasiocampidae).

## Soorten
- L. alma (Weymer, 1895)
- L. angala (Schaus, 1924)
- L. angustipennis (Schaus, 1906)
- L. arpiana (Schaus, 1924)
- L. avita (Schaus, 1924)
- L. bella (Druce, 1887)
- L. cain (Schaus, 1936)
- L. cinerascens (Walker, 1856)
- L. fraternans (Schaus, 1936)
- L. fumida (Schaus, 1892)
- L. fuscicaudata (Schaus, 1913)
- L. gracilis (Dognin, 1923)
- L. guthagon (Schaus, 1924)
- L. hirta (Stoll, 1782)
- L. hirtipes Walker, 1855
- L. infernalis (Schaus, 1890)

- L. jamaicensis (Schaus, 1906)
- L. lusciosa (Dognin, 1912)
- L. maura (Draudt, 1927)
- L. melini (Bryk, 1953)
- L. mexicana (Herrich-Schäffer, 1856)
- L. nigrescens (Druce, 1906)
- L. noctilux (Walker, 1855)
- L. opalina (Walker, 1865)
- L. pallida (Dognin, 1923)
- L. primitiva (Walker, 1855)
- L. proxima (Burmeister, 1878)
- L. rivulosa (Butler, 1878)
- L. sublucana (Draudt, 1927)
- L. synoecura (Dyar, 1914)
- L. trilinea (Dognin, 1901)
- L. vitgreus (Dognin, 1901)